# Perry W. Wilson
Perry William Wilson (* 25. November 1902 in Bonanza, Arkansas; † 17. August 1981 in Madison, Wisconsin) war ein US-amerikanischer Biochemiker an der University of Wisconsin–Madison.

## Leben und Wirken
Wilson wuchs überwiegend in Indiana auf. Nach seiner Schulbildung wollte Wilson zunächst Lehrer für Mathematik werden, schrieb sich dann aber am Rose Polytechnic Institute in Terre Haute für Chemieingenieurwesen ein, unterbrochen von beruflicher Tätigkeit für das Unternehmen Commercial Solvents Corporation (SCS), das mittels Bioreaktoren Lösungsmittel herstellte. Mit Unterstützung der SCS erwarb er an der University of Wisconsin–Madison (UW) 1928 einen Bachelor, 1929 einen Master und 1932 einen Ph.D. in Chemie – mehrfach unterbrochen von Arbeiten für SCS und gefördert von den UW-Professoren Edwin Broun Fred und William Harold Peterson.
Wilson beendete dann aber seine Tätigkeit für SCS und wandte der Frage der Stickstofffixierung durch Mikroorganismen zu. Er blieb an der UW, wo er 1934 eine erste Professur (Assistant Professor) erhielt. 1936 führte ihn ein Guggenheim-Stipendium zu Marjory Stephenson in Cambridge und zu Artturi Ilmari Virtanen in Helsinki. 1938 wurde Wilson an der UW Associate Professor und 1943 erhielt er eine ordentliche Professur. Sein wichtigstes Forschungsgebiet wurde die Biochemie der symbiotischen Stickstofffixierung an Leguminosen. 1940 erschien sein wegweisendes Buch The Biochemistry of Symbiotic Nitrogen Fixation. Die Verwendung von radioaktivem N-15 als Tracer half zu zeigen, dass Ammonium das entscheidende Stoffwechselintermediat bei der Stickstofffixierung durch Mikroorganismen ist.
Wilson hielt Vorlesungen zu verschiedenen Gebieten der Biochemie und veröffentlichte zahlreiche wissenschaftliche Aufsätze und 1939 gemeinsam mit Conrad Arnold Elvehjem das Buch Respiratory Enzymes. Laut Datenbank Scopus, die Zitationen überwiegend erst aus der Zeit nach den 1970er Jahren erfasst, hat Wilson (Stand August 2025) einen h-Index von 21.
Perry Wilson war seit 1929 mit Helen Evelyn Hansel verheiratet. Das Paar hatte zwei Kinder. 1972 erlitt Wilson während einer Vorlesung einen schweren Schlaganfall, der seinen Fähigkeiten zu sprechen und zu schreiben ein Ende setzte. Er starb im Alter von 78 Jahren. Sein Grab befindet sich auf dem Forest Hill Cemetery in Madison.

## Auszeichnungen (Auswahl)
- 1936 Guggenheim-Stipendium[3]
- 1942 Fellow der American Association for the Advancement of Science
- 1955 Mitglied der National Academy of Sciences[4]
- 1957 Präsident der American Society for Microbiology[5]